# Ichneumon turbidus
Ichneumon turbidus là một loài tò vò trong họ Ichneumonidae.